# Гоксем, Жан де

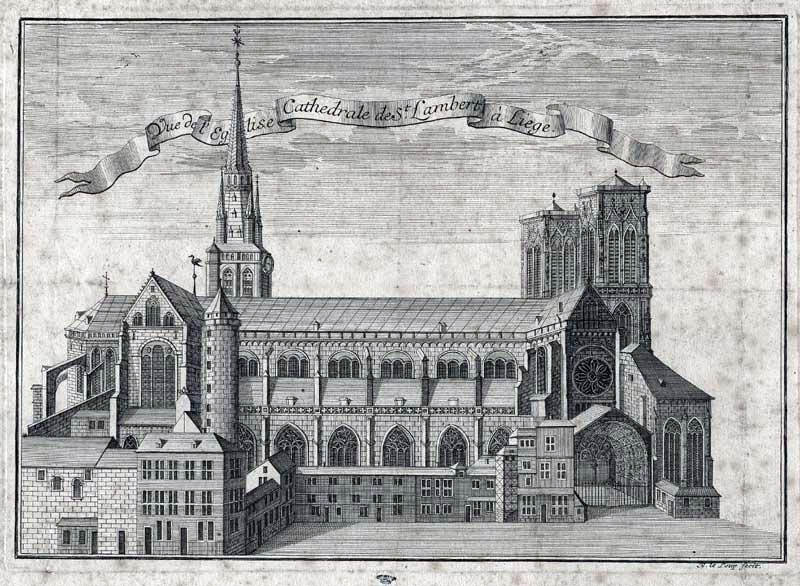
Кафедральный собор Св. Ламберта в Льеже. Рис. Ремакля Лелупа (1735)

Жан де Гоксем, или Ян ван Хоксем (фр. Jan de Hocsem, нидерл. Jan van Hocsem, лат. Johannes Hocsemius, или Johannes Hoxsemius; февраль 1278 — 2 октября 1348) — нидерландский хронист, правовед и дипломат, каноник собора Св. Ламберта в Льеже, автор хроники «Деяния Леодийских [Льежских] епископов» (лат. Gesta Episcoporum Leodiensium).

## Биография

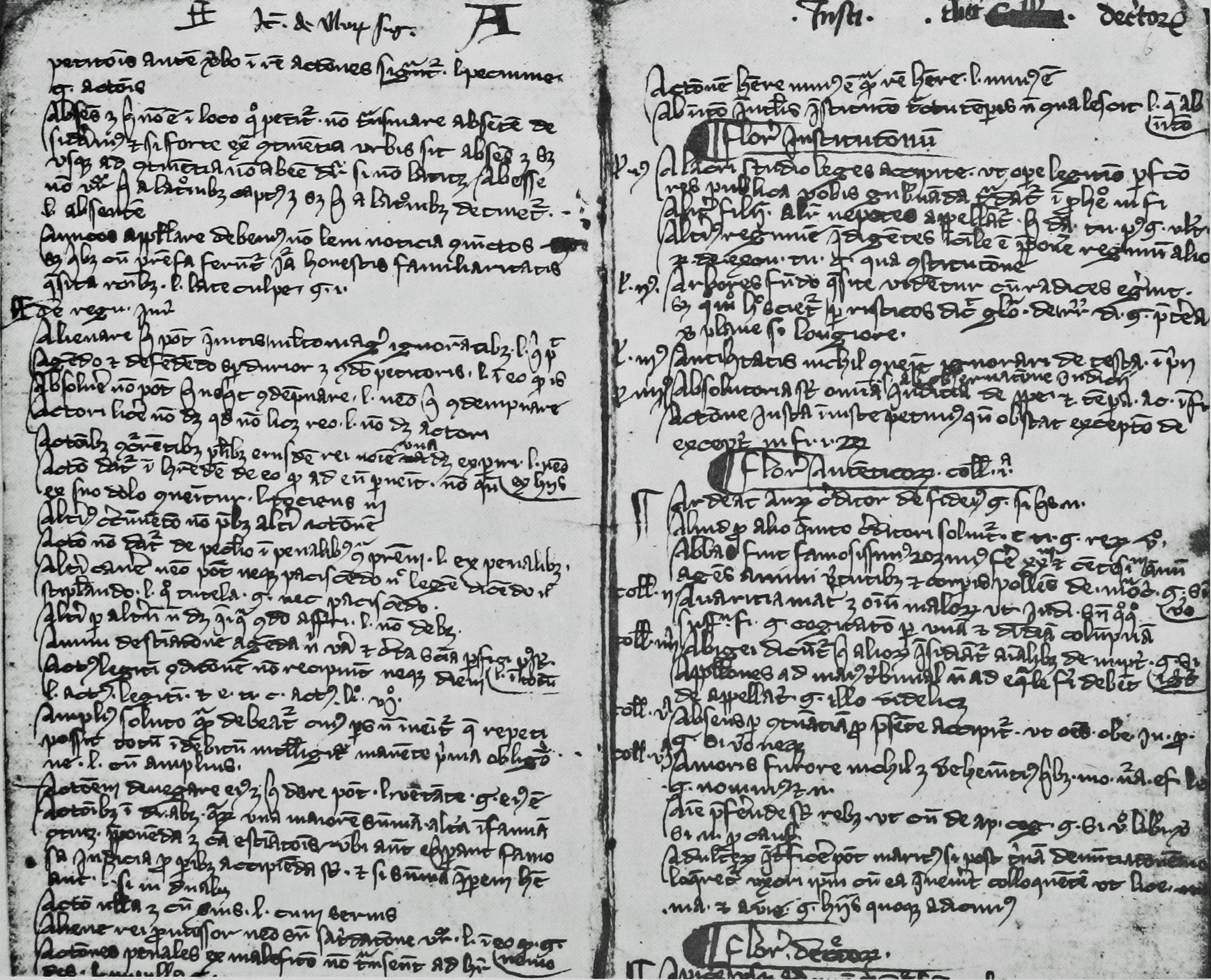
Разворот рукописи Digitus florum utriusque iuris (1341). Национальный архив Маастрихта

Родился в середине февраля 1278 года в рыцарской семье в Гоксеме, близ Хугардена, в эксклаве Льежcкого княжества-епископства в герцогстве Брабант (совр. провинция Фламандский Брабант). Его предок мэтр Рене де Гоксем упоминается под 1214 годом в качестве нотариуса брабантского герцога Генриха I Смелого. 
В 1289 году учился в колледже Лувена, в 1296 году в Парижском университете, а в 1305—1308 годах — в Орлеане, где изучал теологию, каноническое право и свободные искусства. В 1315 году получил место каноника, в 1317 году официала, а в 1318 году пробста кафедрального льежского собора Св. Ламберта. Исполняя также должность схоластика местной епархии, совмещал её с постом декана местной коллегиальной церкви Св. Петра. С 1324 по 1329 год проживал в Юи вместе с изгнанным льежской коммуной князем-епископом Адольфом де Ла Марком (1313—1344).
Неоднократно исполнял дипломатические поручения последнего, а затем его племянника и преемника Энгельберта III (1345—1364), подписывая и составляя важные государственные документы, участвуя в посольствах к французским королям Филиппу V и Карлу IV Капетингам, Филиппу VI Валуа, герцогу Брабанта Жану III Победителю, а также авиньонским папам Иоанну XXII, Бенедикту XII, кардиналам и князьям Священной Римской империи. В 1345 году был удостоен звания «профессора законоведения» (лат. legum professor). Составленное им заключение об исторической принадлежности Льежу графства Лоон послужило документальным основанием для фактической аннексии последнего епископом Энгельбертом в 1361 году. 
Умер 2 октября 1348 года в Льеже и был похоронен в соборе Св. Ламберта, снесённом в годы Великой французской революции (1794). Утверждение бельгийского церковного историка XVIII века Жана-Франсуа Фоппенса о том, что Жан де Гоксем был жив ещё в 1403 году и, таким образом, прожил 125 лет, в настоящее время признано ошибочным, так как согласно документам, в 1378 году в соборе Св. Ламберта в Льеже служил уже некий Виллем Бойлеанус.

## Сочинения
Автор хроники «Деяния Леодийских [Льежских] епископов» (лат. Gesta Episcoporum Leodiensium, или Gesta Pontificum Leodiensum), истории епископов Льежа с 1247 по 1348 год, являющейся продолжением одноимённого труда монаха-цистерцианца Жиля Орвальского из аббатства Нотр-Дам д'Орваль (совр. провинция Люксембург). 
Основными источниками для этого сочинения, составлявшегося на латыни с февраля 1334 по июнь 1348 года, послужили документы епископской канцелярии, соборный архив и картулярий, а также свидетельства очевидцев и собственные воспоминания автора. Помимо подробного освещения событий в Льежском княжестве-епископстве в правление Адольфа II де Ла Марка (1313—1344), в том числе борьбы его с периодически восстававшими против него фламандскими городами, хроника является одним из основных источников о кровопролитной «коровьей войне» (фр. Guerre de la vache) 1275—1278 годов между князем-епископом Льежа Жаном III д'Энгиеном, и маркграфом Намюра и графом Фландрии Ги де Дампьером, вспыхнувшей из-за судебной тяжбы поселян. Сообщается также о городских беспорядках в Синт-Трёйдене, последствиях «великого голода» 1315—1317 годов, фламандских восстаниях 1302 и 1323—1328 годов, «Льежской резне» 1312 года и др.
Большую ценность представляют включённые в хронику тексты исторических документов, как известных, вроде Фекского мира (1316) или Воттемского мира (1331), так и несохранившихся, как, например, заключённого в 1343 году соглашения между союзом фламандских городов и епископом Адольфом де Ла Марком, согласно которому при дворе последнего создавался совет из 22 пожизненных членов, четырёх каноников и 18 мирян, которым поручалось разбирать жалобы на епископских чиновников и способствовать лучшему управлению страной. В хронике также приводятся 27 писем епископа Адольфа папской курии, местным клирикам и льежской коммуне.   
В своём сочинении начитанный де Гоксем цитирует «Политику» Аристотеля, а также труды Саллюстия, Вергилия, Флавия Вегеция, Макробия и др. классиков. Будучи изначально приверженцем сильной епископской власти, он на примере рассматриваемых событий взвешивает все достоинства и недостатки олигархии и демократии, в конечном итоге, решительно высказываясь в пользу последней. 
Оригинальная рукопись «Деяний Льежских епископов» (MS 18658) хранится в Королевской библиотеке Бельгии в Брюсселе. Второй известный манускрипт находится в библиотеке аббатства премонстрантов Авербоде. 
Впервые хроника была издана в 1613 году в Льеже богословом и издателем Жаном Шаповиллем в подготовленном им к печати втором томе собрания «Деяний епископов Тонгерена, Маастрихта и Льежа» (лат. Gesta pontificum Tungrensium, Traiectensium et Leodiensium). Научно-академическая публикация её, подготовленная бельгийским историком Годфруа Куртом, была выпущена в 1927 году в Брюсселе под заглавием «Хроника Жана де Гоксема» (фр. La chronique de Jean de Hocsem).
Перу Жана де Гоксема принадлежат также два сочинения, упомянутых в его хронике под 1341 годом: богословский трактат «Flores auctorum et philosophorum» и труд по каноническому праву «Digitus florum utriusque iuris» (1341), рукопись которого из Национального архива Маастрихта частично является автографической.

## Издания
- Ioannis Hocsemii Canonici Gesta pontificum Leodiensium // Qui Gesta pontificum Tungrensium, Traiectensium, et Leodiensium scripserunt, auctores praecipui, ad seriem rerum temporum collocati. Edidit Joannes Chapeauville. — Tomus II. — Leodii, 1613. — 272–514.
- La Chronique de Jean de Hocsem, publiée par Godefroid Kurth. — Bruxelles: Kiessling, 1927. — lxxv, 445 p. — (Commission royale d'histoire. Recueil de textes pour servir à l'étude de l'histoire de Belgique).